# Symplocos flos-pilosa
Symplocos flos-pilosa är en tvåhjärtbladig växtart som beskrevs av Leandro Aristeguieta. Symplocos flos-pilosa ingår i släktet Symplocos och familjen Symplocaceae. Inga underarter finns listade i Catalogue of Life.